# Bastia
Bastia je lučki grad i općina u jugoistočnom dijelu Francuske na otoku Korzici.
Nalazi se u prefekturi Haute-Corse. Godine 2007., grad je imao 43,315 stanovnika.
Bastia se nalazi na sjeveroistočnoj obali Korzike, na početku rta Cap Corse. Bastia je glavna luka i trgovačko središte otoka. Najveća je morska putnička luka na Korzici i druga u Francuskoj poslije Calaisa. Godišnje prođe više od 2 milijuna putnika. Bastia je sjedište sedam kantona.
Prvobitno naselje zvalo se Cardo i bilo je samo mala ribarska luka. Tijekom razdoblja pod okupacijom Republike Genove naselje je postalo važan zaklon pomorske flote od nevremena. Godine 1380., pod Francuske revolucije 1791., kada je glavni grad postao Ajaccio.
Znamenitosti Bastije su: katedrala Djevice Marije iz 15. stoljeća, Muzej Korzike, Kapela Bezgrešnog začeća iz 1611., crkva sv. Ivana Krstitelja iz 1583. godine, bivša palača genoveškog guvernera (danas Etnografski muzej) i dr.
Nogometni klub SC Bastia član je francuske Ligue 1.